# Feronia Corona
La Feronia Corona è una struttura geologica della superficie di Venere.